# Alma del Banco

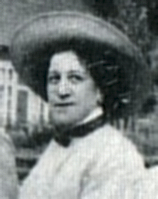
Alma del Banco, 1897

Alma Aline Henriette del Banco (geboren am 24. Dezember 1862 in Hamburg; gestorben am 8. März 1943 ebenda) war eine deutsche Malerin der Moderne. In der Zeit des Nationalsozialismus als Jüdin verfolgt, starb sie 1943 durch Suizid, um der Deportation in ein Vernichtungslager zu entgehen.

## Leben und Wirken

### Familie
Alma del Banco entstammte einer assimilierten ursprünglich aus Italien stammenden jüdischen Familie, die seit 1670 in Hamburg ansässig war. Ihr Vater Eduard Moses del Banco (1810–1881) betrieb ein Handelsgeschäft mit Rauchwaren, Schweineborsten, Pferdehaaren und Bettfedern in der Deichstraße 16, ihre Mutter Therese Vallentin (1824–1884) stammte aus Schweden. Die Kinder wurden nicht religiös erzogen, obwohl die Familie jüdischen Glaubens war. Nach dem Tod des Vaters führte der jüngste Halbbruder Siegmund (1846–1938) 21-jährig das väterliche Geschäft vermutlich bis 1890 fort. Nach dem Tod der Mutter war er das Familienoberhaupt und der Ernährer für seine drei Halbschwestern, neben Alma Fanny (1857–1923) und Eleonore (1862–1934), die spätere Ehefrau von Hans Lübbert, mit denen er gemeinsam in der elterlichen Wohnung in der Katharinenstrasse 20 wohnte. Alma del Banco lebte seit 1919 in unterschiedlichen Wohnungen mit ihrem ebenfalls unverheirateten Bruder Siegmund zusammen, am Neuen Jungfernstieg 2, am Gänsemarkt 61 und am Jungfernstieg 50. An der Stelle der heutigen Großen Theaterstrasse 34/35 mietete der Bruder ihr ein Atelier, das zum beliebten Künstlertreff wurde und in dem sie ab 1934 auch wohnte. In der Hamburger Altstadt und Neustadt waren drei Viertel der Hamburger Juden ansässig.

### Ausbildung in der Malerei

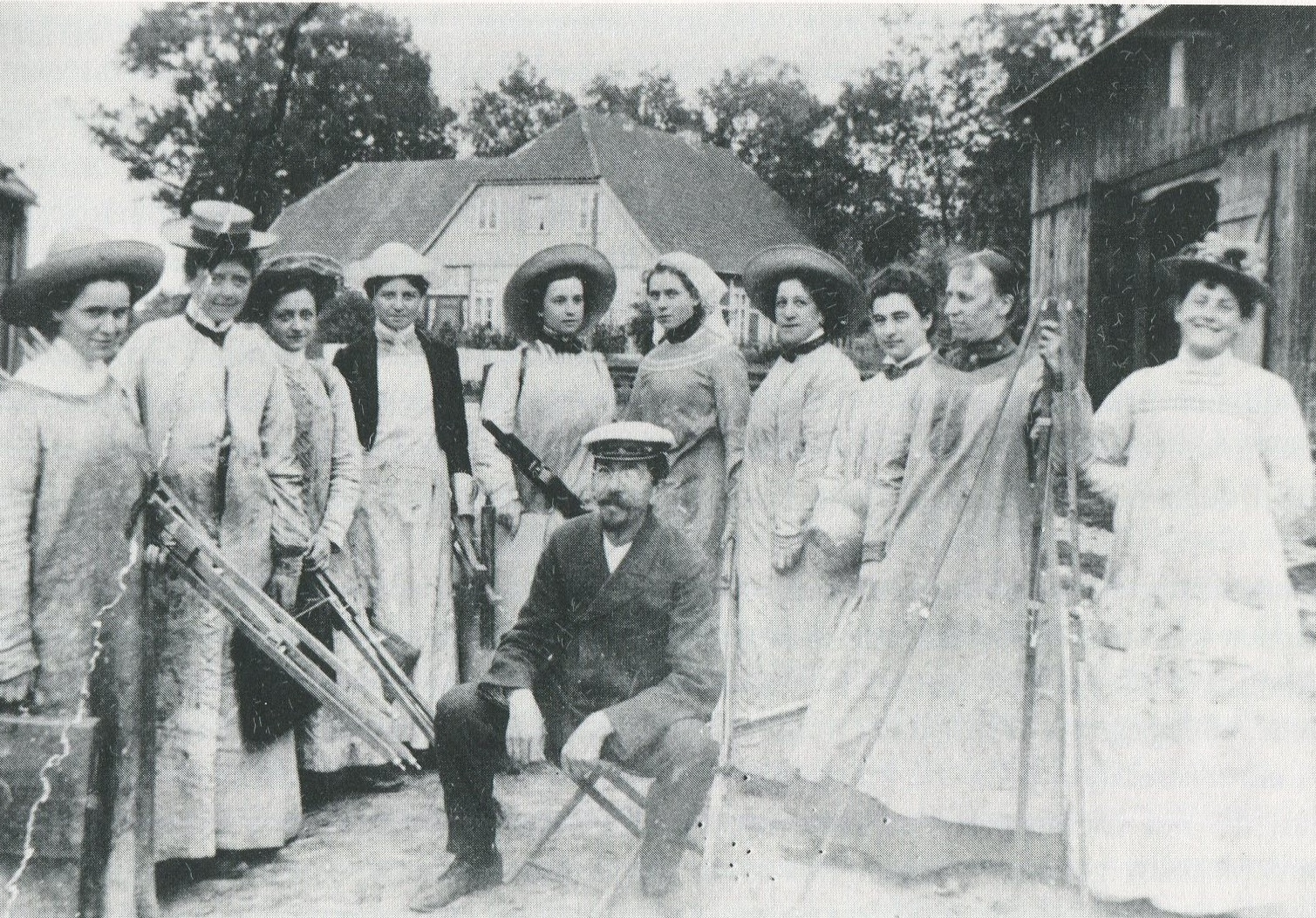
Ernst Eitner mit Schülerinnen der Malschule Röver auf Studienfahrt in Neustadt in Holstein 1897. Vierte Person von rechts: Alma del Banco

Im Alter von 30 Jahren wandte sich del Banco der Malerei zu, nachdem sie zunächst kunsthandwerklich tätig gewesen war. Von 1895 bis 1905 durchlief sie – wie viele zeitgenössische Frauen in der Kunst – eine Malerei-Ausbildung an der privaten Damen-Kunstschule Valeska Röver in Hamburg und lernte bei Ernst Eitner und Arthur Illies den Impressionismus norddeutscher Prägung kennen.
Als Autodidaktin setzte sie sich mit den Werken von Cézanne und Matisse auseinander, die für ihre frühen Arbeiten neben ihrem Lehrer Eitner prägende Vorbilder waren. Und sie unternahm Reisen durch Südeuropa. Motive aus ihrer heimatlichen Hamburger Umgebung setzte sie in impressionistischer Weise mit der farbenfrohen Palette des Südens um. Daneben begann sie mit grafischen Vereinfachungen zu experimentieren.
Kurz vor Beginn des Ersten Weltkriegs bildete sie sich in Paris weiter bei Jacques Simon, André Lhote und Fernand Léger. Sie setzte sich mit dem Frühwerk Légers und den aktuellen Kunstströmungen des Kubismus sowie Expressionismus auseinander.

### Wirken in der Hamburger Kunstszene

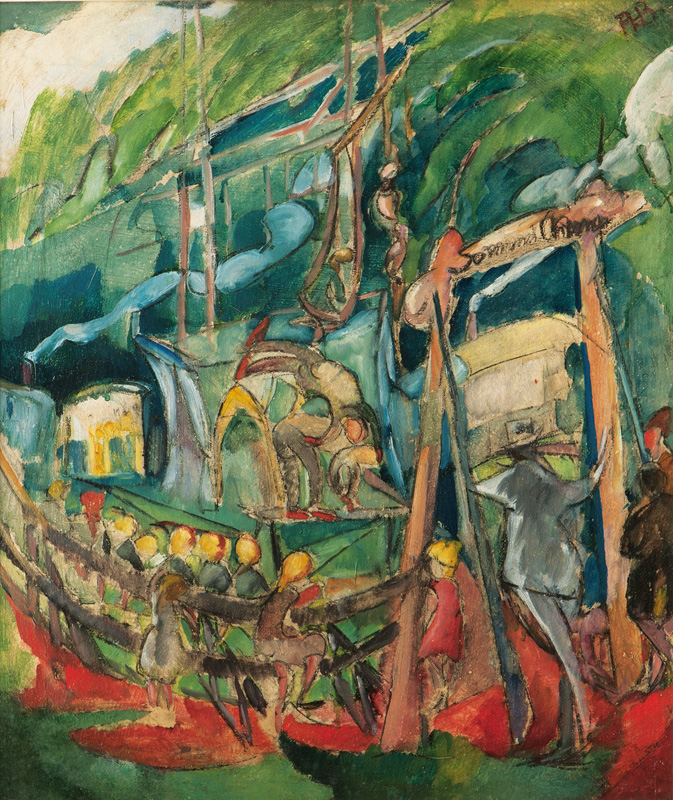
Sommertheater, Öl auf Leinwand, um 1918–1922

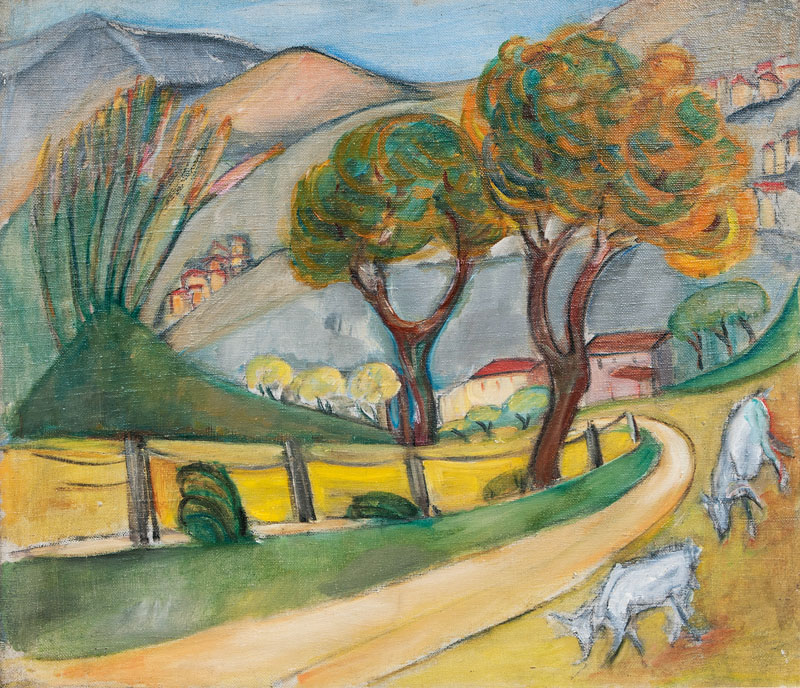
Berglandschaft mit Ziegen, um 1932

1914 kehrte sie nach Hamburg zurück, um dort als freischaffende Künstlerin mit eigenem Atelier in der Großen Theaterstraße 34/35 zu arbeiten, das sich zum Künstlertreff vieler Hamburger Maler entwickelte. Das Atelier hatte sie durch die Hilfe ihres Halbbruders Siegmund del Banco gefunden. Die zeitweise gute Auftragslage reichte jedoch für ihren Lebensunterhalt nicht aus.
Alma del Banco entwickelte in den Jahren nach Paris die ihr eigene Ausdrucksweise. In den 1920er Jahren rückte sie die grafischen Elemente durch extreme Betonung der Vorzeichnung in den Fokus des Betrachters. Durch den Kubismus beeinflusst, kam es zu einer leichten Verzerrung der Bildmotive. Dünner Farbauftrag und Stellen mit unbemalter Leinwand ergeben einen gewollt skizzenhaften Gesamteindruck. Sie unternahm Reisen nach Italien (mit Gretchen Wohlwill, 1922), Frankreich und auf den Balkan, die sie für Studienzwecke nutzte.
Del Banco zählte zu den wichtigen Personen der Hamburger Kunstszene. 1919 gehörte sie zu den Gründungsmitgliedern der Hamburgischen Sezession. 1920 trat sie in die Hamburgische Künstlerschaft ein und ein Jahr später in den Deutschen Künstlerbund. Anfang der 1920er Jahre nahm sie an der Tafelrunde des Journalisten und Schriftstellers Hans W. Fischer teil. 1931 gehörte sie zu den Gründungsmitgliedern des ersten deutschen Zonta-Clubs.
Anfang der 1930er Jahre änderte sich der Stil der inzwischen Siebzigjährigen. Sie nahm nun Elemente des sich entwickelnden Hamburger Sezessionsstils in ihre Arbeiten auf. Ihr Alterswerk entfernt sich dadurch vom Skizzenhaften, wirkt durchgearbeiteter, die Umrandungslinien bilden nun weiche dunkle Pinselstriche. Ihre Heiterkeit und ihr kritischer kompromissloser Malstil prägen ihre Bilder. Alma del Banco wählte gerne norddeutsche, Hamburger und Cuxhavener Motive und Stillleben und war eine gefragte Porträtistin. Sie malte zahlreiche Persönlichkeiten der Hamburger Gesellschaft wie Bürgermeister Wilhelm Burchard-Motz, Ida Dehmel, Max Sauerlandt und Baurat Ludwig Wendemuth, Oberbaudirektor und Erbauer des St. Pauli Elbtunnels. Im Hamburg der Weimarer Republik war sie eine geschätzte Malerin, wie auch ihre Sezessionskolleginnen Anita Rée und Gretchen Wohlwill.

### Verfolgung und Beschlagnahme ihrer Werke
Dies änderte sich mit der zunehmend antisemitischen Stimmung gegen Ende der 1920er Jahre, die schließlich in die Diktatur der Nationalsozialisten mündete. 1933 schloss die Hamburgische Künstlerschaft del Banco aus, weil sie aus einer jüdischen Familie stammte. Die Hamburgische Sezession löste sich dagegen selber auf, unter anderem, weil sie den jüdischstämmigen Kollegen die Erniedrigung des von den Behörden verlangten Ausschlusses ersparen wollte.
13 Bilder del Bancos wurden 1937 in der staatlich angeordneten Aktion „Entartete Kunst“ aus der Hamburger Kunsthalle beschlagnahmt. Davon wurden neun zerstört. Bei drei Bildern ist der Verbleib ungeklärt. Das Bildnis Pastor Hunzingers (Öl, 105 × 85,5 cm, um 1915), das 1940 zur „Verwertung“ auf dem Kunstmarkt an den Kunsthändler Bernhard A. Böhmer gegangen war, wurde nach 1945 sichergestellt und befand sich Stand März 2021 zur Restitution im Kulturhistorischen Museum Rostock. 1938 wurde Alma del Banco aus der Reichskulturkammer ausgeschlossen. Als Jüdin und als avantgardistische Künstlerin war sie dem Druck des NS-Regimes in doppelter Hinsicht ausgesetzt. Die Behörden verboten ihr, an Ausstellungen teilzunehmen, durch den Ausschluss aus den Künstlerorganisationen und durch die öffentliche Missachtung ihrer Werke geriet sie immer mehr in die künstlerische und auch soziale Isolation.

### Letzte Jahre

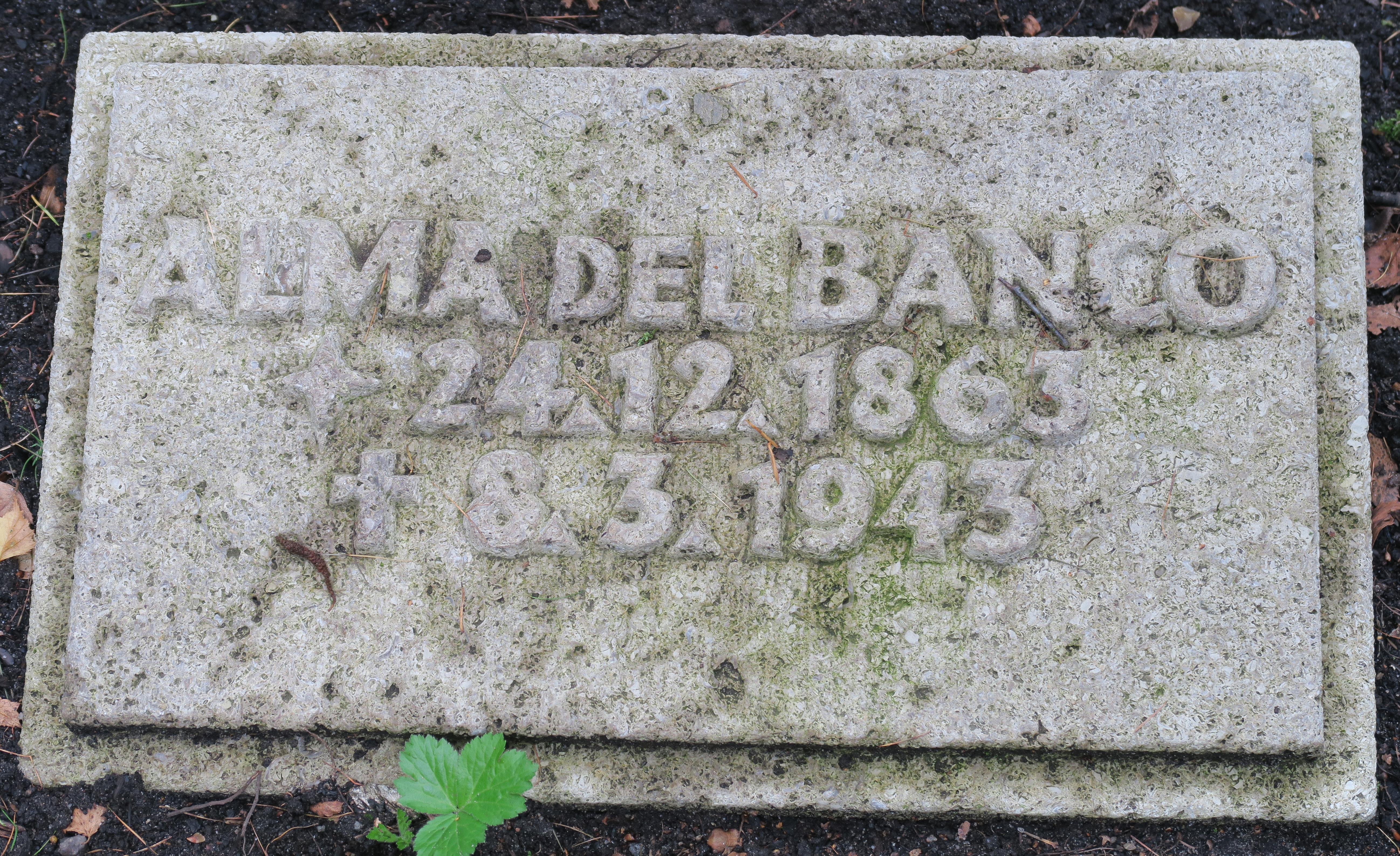
Grabstein von Alma del Banco auf dem Friedhof Ohlsdorf

Nach dem Tod des ebenfalls unverheirateten Bruders Siegmund del Banco (1856–1938) zog sie aus der gemeinsamen Wohnung am Jungfernstieg nach Blankenese zu ihrem aller seiner Ämter im Fischereiwesen enthobenen Schwager Hans Lübbert, der ihr in seinem Haus bereits Jahre zuvor ein Atelier eingerichtet hatte. Dort setzten die Behörden sie unter Hausarrest. Del Banco litt in ihren letzten Jahren an Herzschwäche. Zur Emigration fühlte sie sich mit 79 Jahren zu schwach und zu alt. Als sie den Deportationbescheid nach Theresienstadt erhalten hatte, nahm sich Alma del Banco am 8. März 1943 mit Morphin das Leben.
Alma del Banco wurde im Bereich des Familiengrabes „Lübbert“ auf dem Ohlsdorfer Friedhof beigesetzt, wo ein Kissenstein an sie erinnert, Planquadrat AC 8 (am Stillen Weg nahe Kapelle 8).
Durch ihre Verfolgung, die Entfernung und teilweise Zerstörung ihrer Bilder im NS-Staat gerieten sie und ihr Werk zunächst in Vergessenheit. Auch mit Hilfe der Kunsthistorikerin Maike Bruhns gelang es, sie ins Bewusstsein der Öffentlichkeit zurückzuholen.

## Nachlass
Der Nachlass befindet sich im Besitz des Hamburger Forum für Künstlernachlässe.

### Galerie

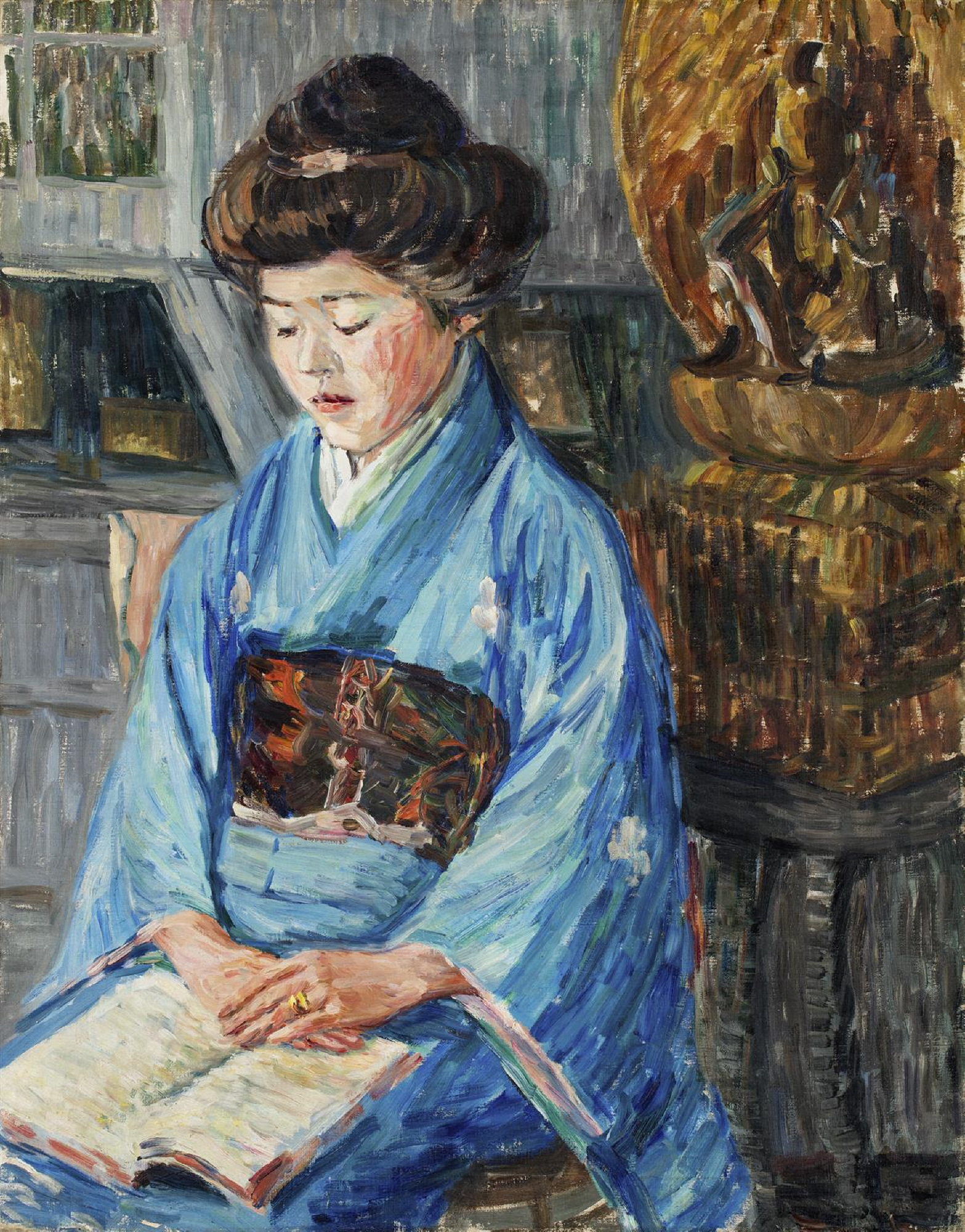
Japanerin, 1910, Hamburger Kunsthalle
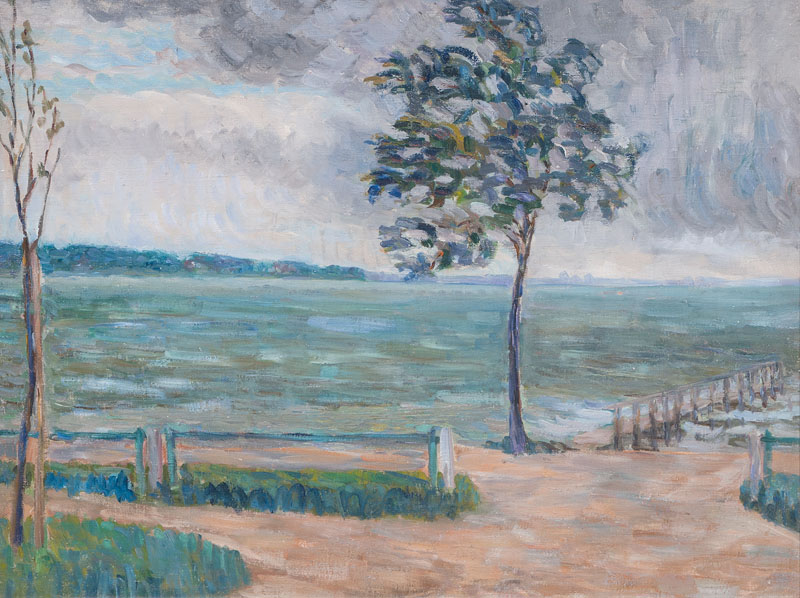
Fördeufer, um 1911
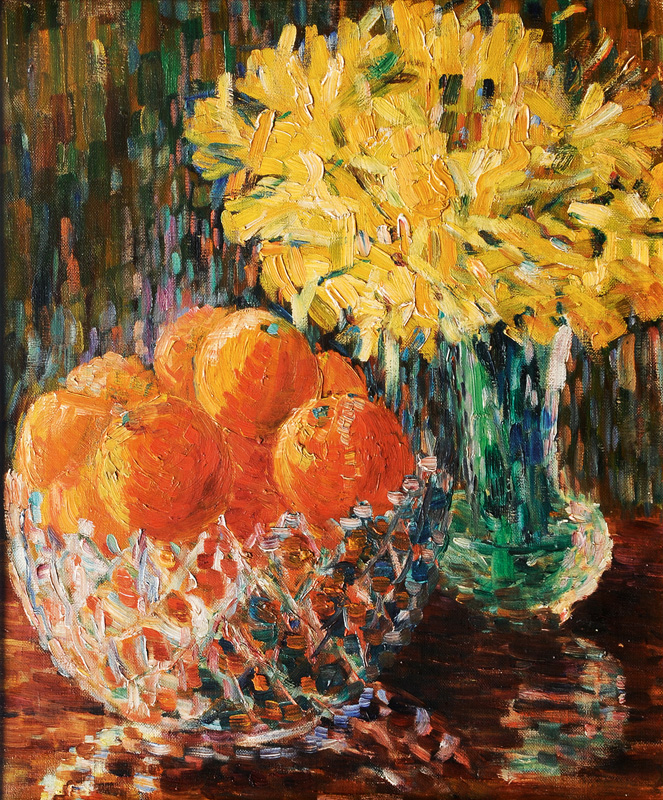
Apfelsinen und Narzissen, 1911
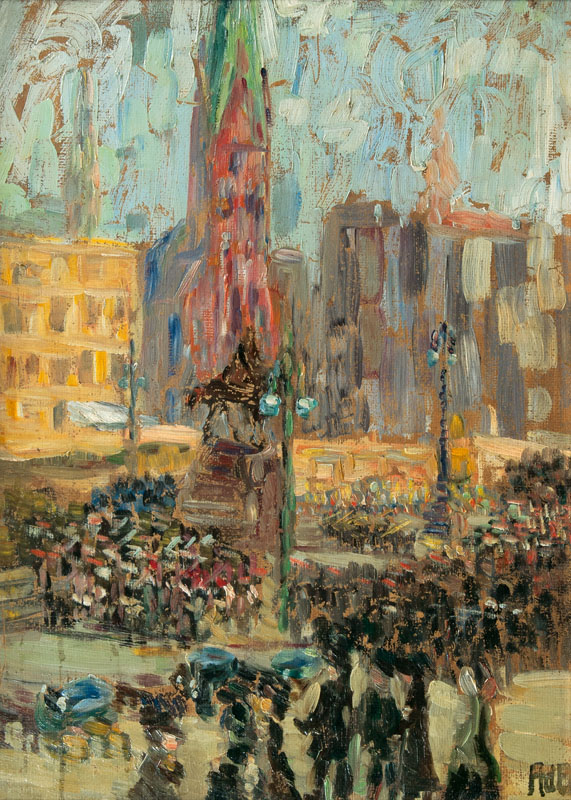
Hamburg, um 1912
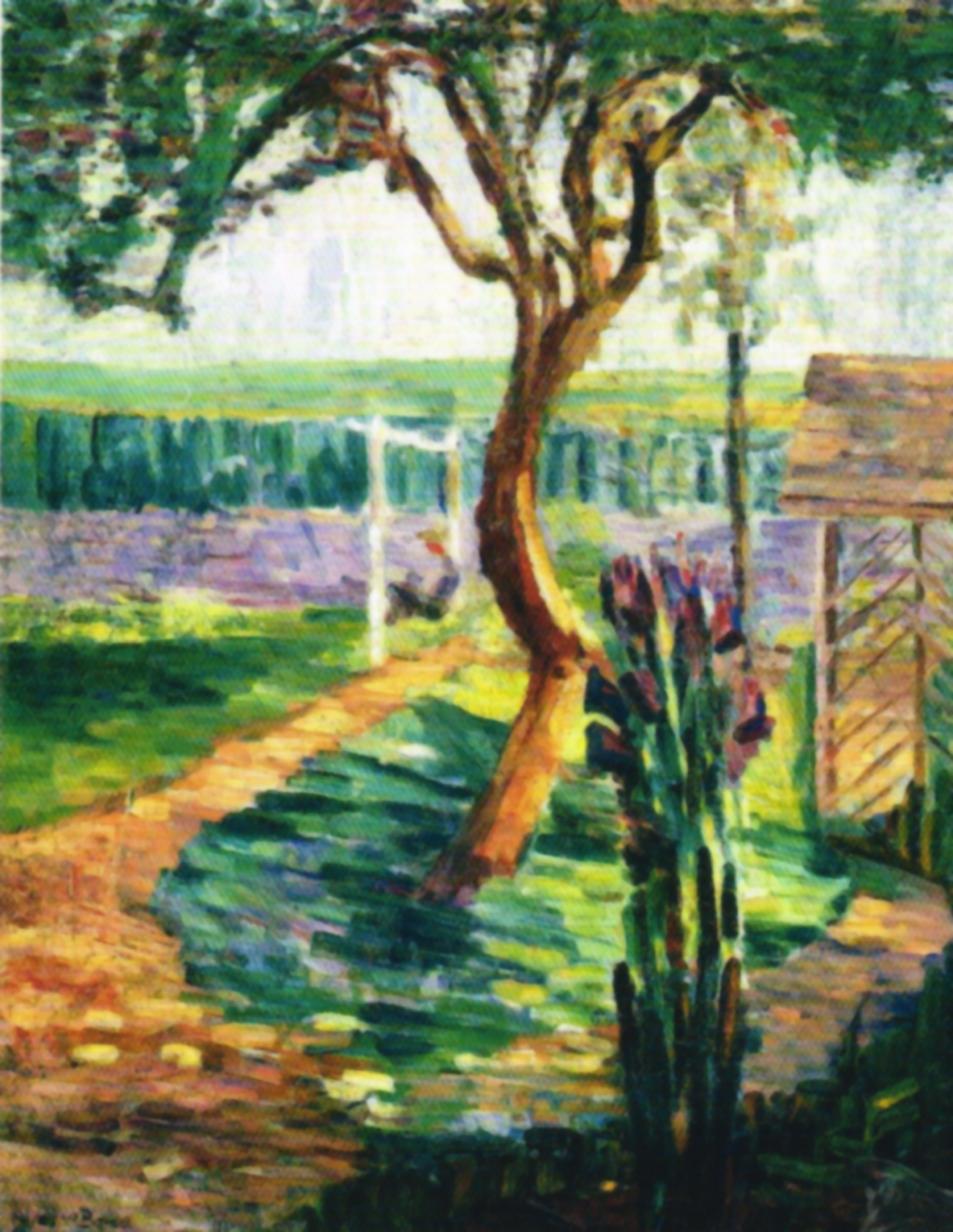
Im Garten, um 1915
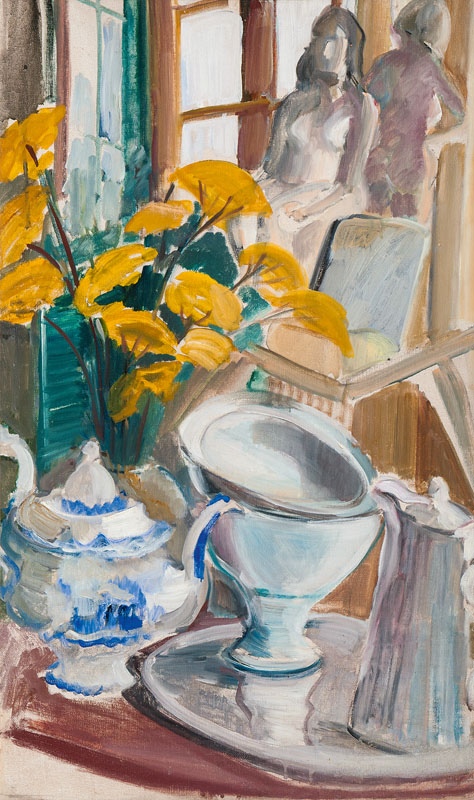
Atelierstill-leben, um 1918
Blick von der Süllbergterrasse in Blankenese auf die Elbe, 1918
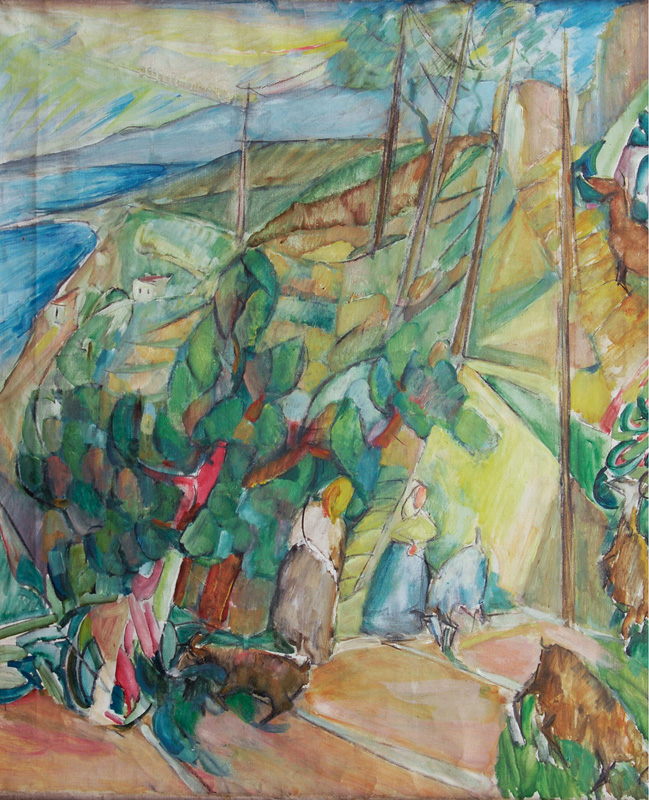
Taormina, 1918–1922
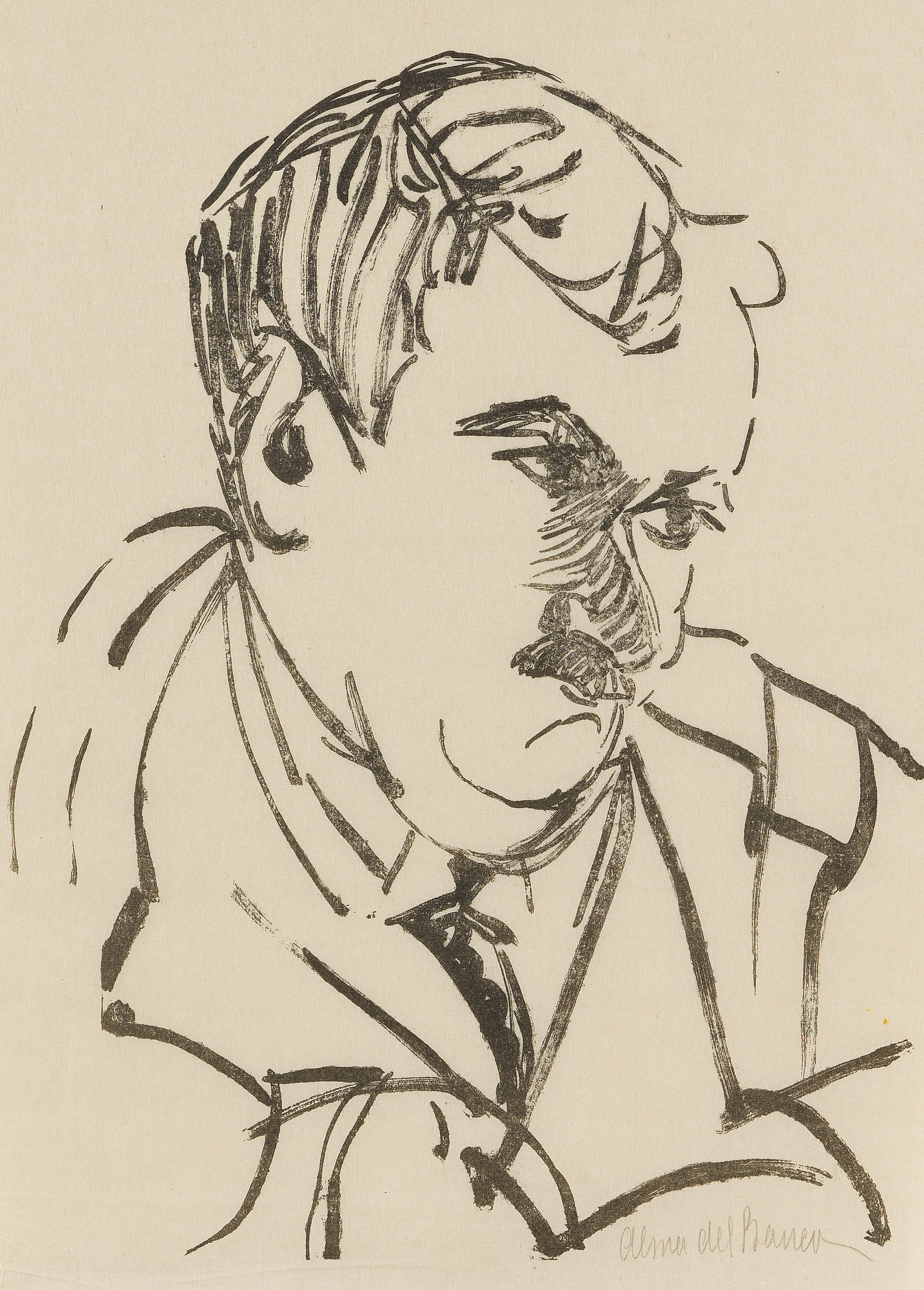
Porträt  August Wilhelm Hunzinger, um 1920
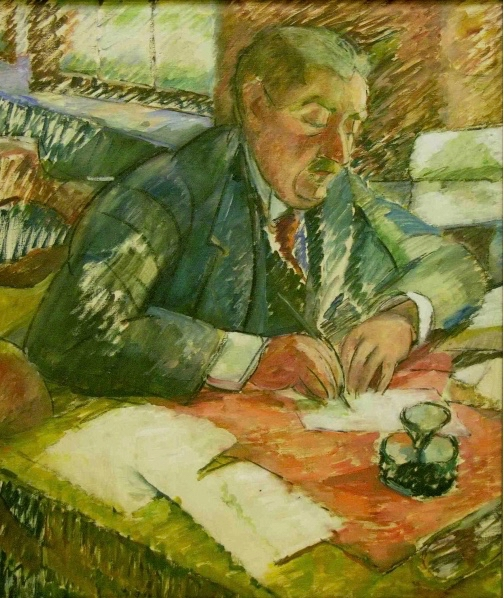
Porträt  August Wilhelm Hunzinger o. J.
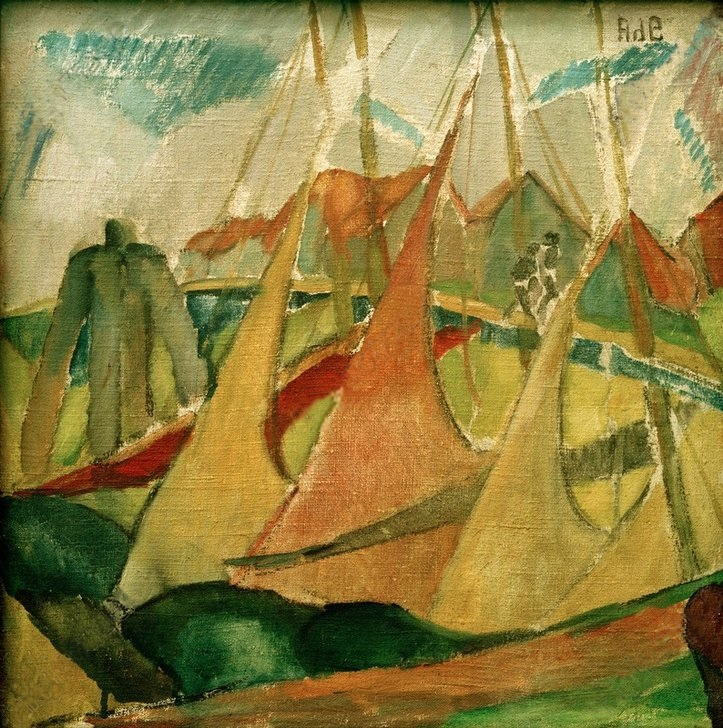
Rote und gelbe Segel (Segelschiffe in Cuxhaven), um 1922
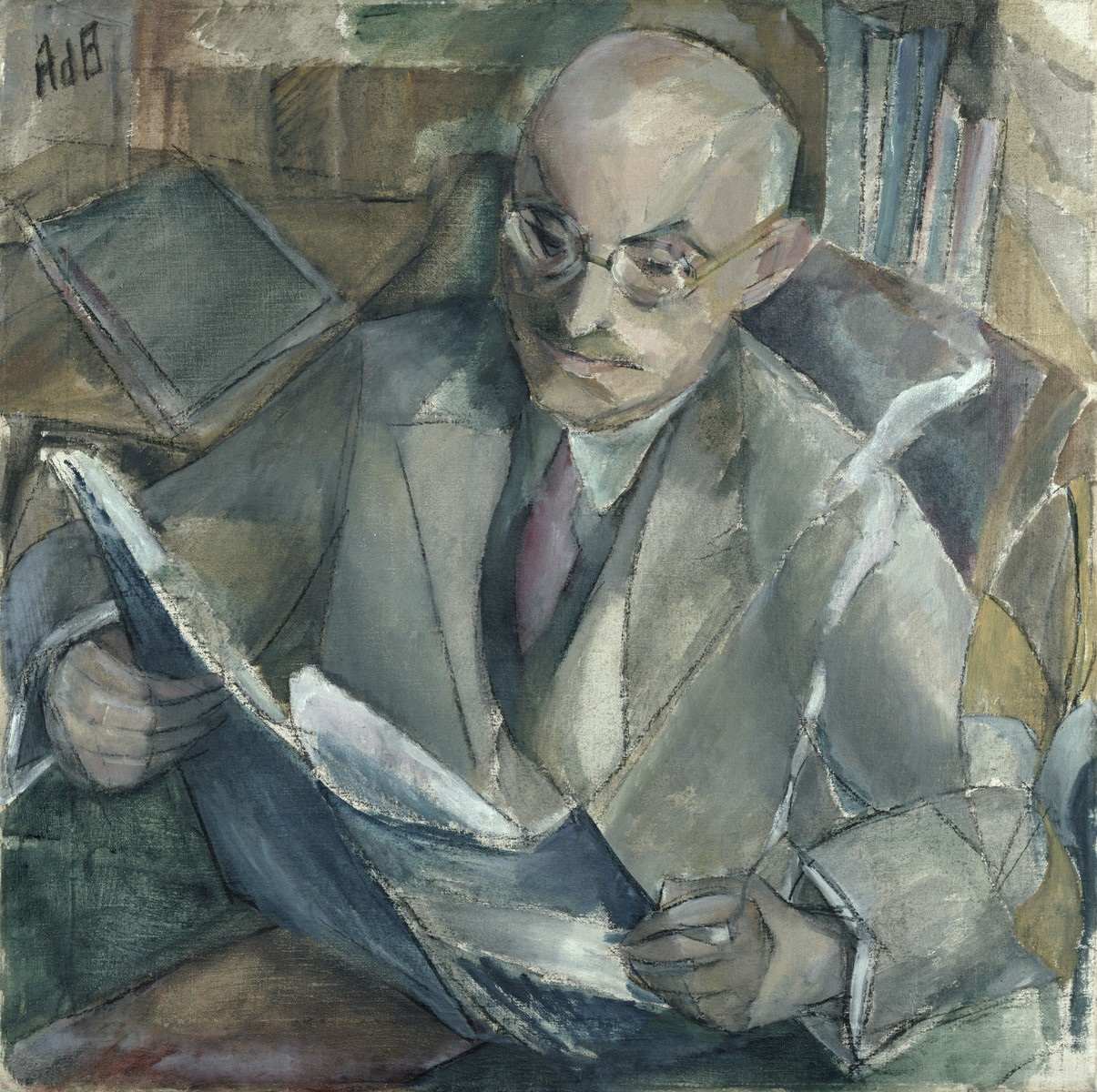
Porträt Dr. Wendemuth, um 1922, Hamburger Kunsthalle
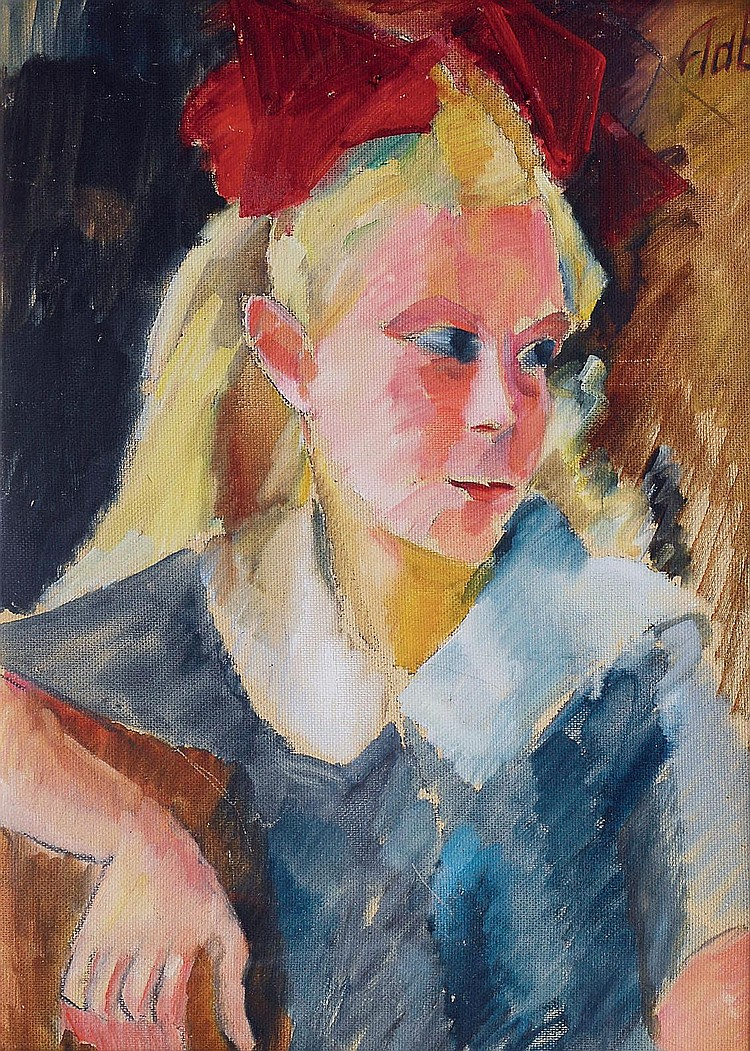
Mädchen mit roter Schleife, 1925
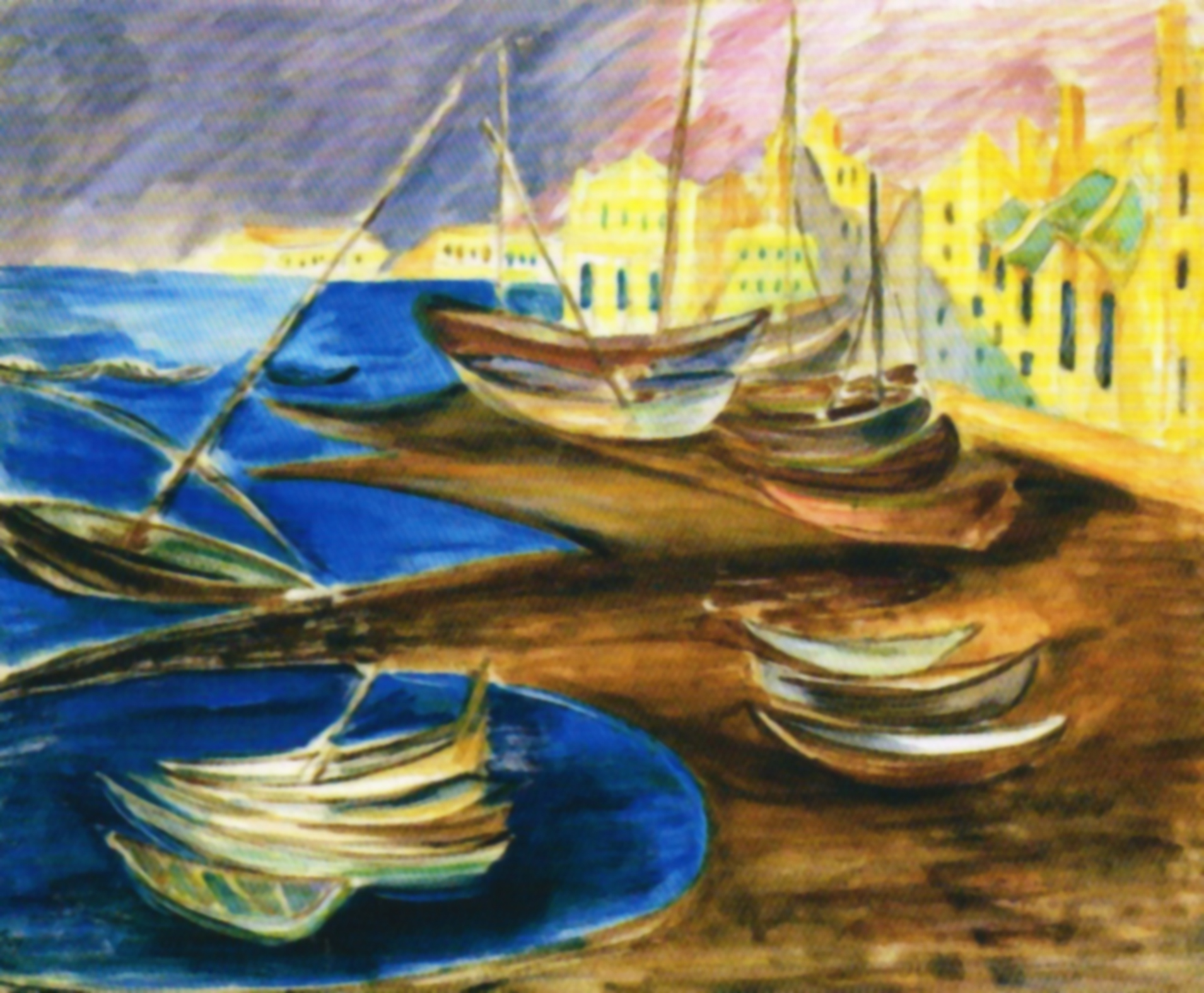
Fischerboote im Hafen, um 1925
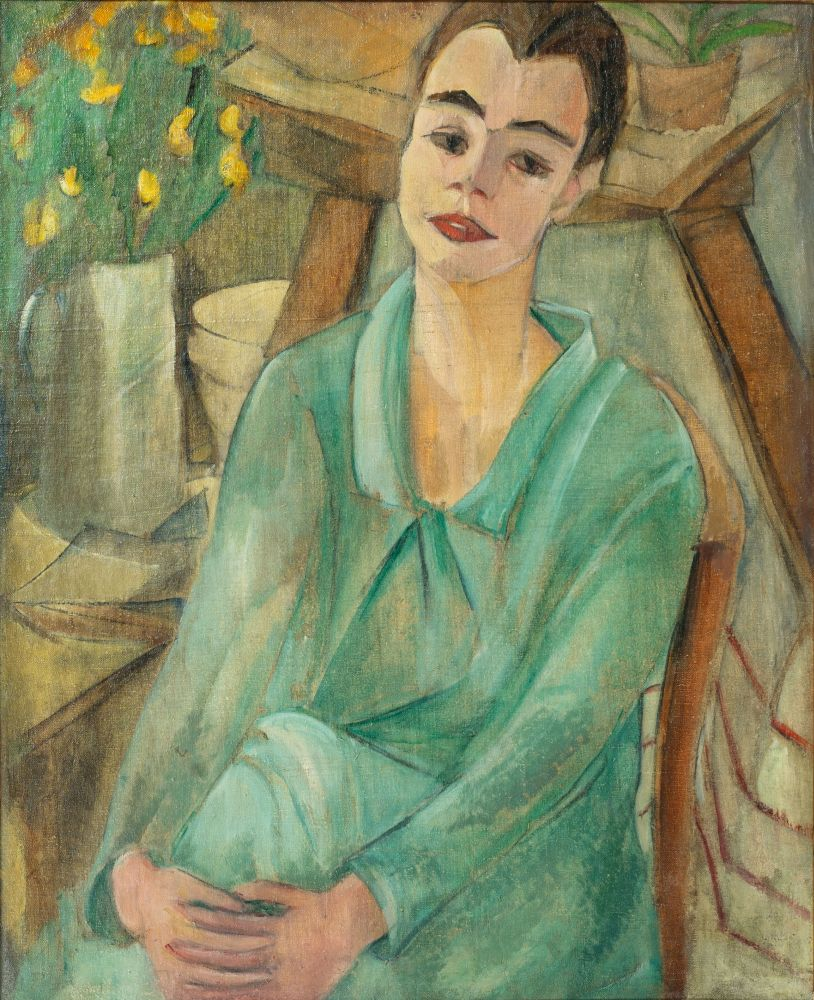
Dame in Grün, 1925–1927

## Ehrungen

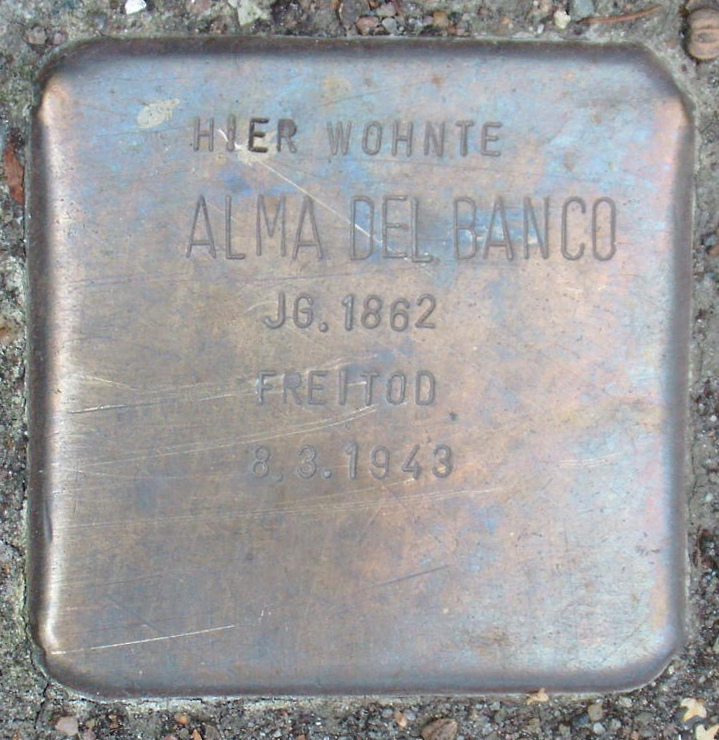
Stolperstein für Alma del Banco

Auf der Hasenhöhe 95 in Blankenese wurde vor ihrem inzwischen abgerissenen letzten Wohnsitz ein Stolperstein für sie gesetzt.
In Hamburg-Neuallermöhe wurde 1985 die Del-Banco-Kehre nach ihr benannt.
Der vom Hamburger Forum für Künstlernachlässe gestiftete Alma del Banco-Preis wird seit 2017 für die beste Bachelorarbeit der Art & Design – Studierenden an der University of Europe for Applied Sciences in Hamburg vergeben.

## Ausstellungen
- 1999/2000: Verfemt, Vergessen, Wiederentdeckt. Kunst expressiver Gegenständlichkeit aus der Sammlung Gerhard Schneider. Kunstverein Südsauerland Olpe, Museum Baden, Solingen-Gräfrath. Ausstellungskatalog hrsg. von Rolf Jessewitsch und Gerhard Schneider. Wienand, Köln 1999, ISBN 3-87909-665-1, S. 425.
- 2004/2005: Viermal Leben – jüdisches Schicksal in Blankenese. Verein zur Erforschung der Geschichte der Juden in Blankenese, Gemeindehaus der Ev.-luth. Kirchengemeinde Blankenese, 12. April bis 18. Mai 2004, Handelskammer Hamburg, 20. Januar bis 25. Februar 2005
- 2005: Ausstellungspremiere. Das Forum für Nachlässe von Künstlerinnen und Künstlern präsentiert Werke von elf Künstlerinnen und Künstlern. Künstlerhaus Sootbörn, Hamburg.
- 2006: Künstlerinnen der Avantgarde (Teil 1) in Hamburg zwischen 1890 und 1933. Hamburger Kunsthalle, Hamburg
- 2011/2012: Kunstausstellung Alma del Banco, Ausstellungen jüdischer Künstler in Blankenese. Verein zur Erforschung der Geschichte der Juden in Blankenese zusammen mit dem Arbeitskreis Kirche und Kunst, Finissage mit Thomas Sello und Maike Bruhns, Gemeindehaus der Blankeneser Kirche am Markt
- 2011/2012: Alma del Banco. Elbe, Alster, Mittelmeer. Ernst Barlach Haus, Hamburg[11]
- 2016–2018:  Eigensinn. GEDOK-Künstlerinnen in der Hamburgischen Sezession. Museum für Kunst und Gewerbe Hamburg, 21. Oktober 2016 bis 4. Februar 2018.